# Nentón
Nentón (del idioma jacalteco "i'toj a nen-ton" que significa: «lleva tus anteojos y vamos como flor caída») es un municipio del departamento de Huehuetenango de la región nor-occidente de la República de Guatemala. Se encuentra a una distancia de 138 km de la cabecera departamental Huehuetenango y a 367 km de la Ciudad de Guatemala. En el norte y oeste del municipio se encuentra la México, al este se encuentran los municipios de San Mateo Ixtatán y San Sebastián Coatán y al sur se encuentran los municipios de San Sebastián Coatán, San Miguel Acatán y Jacaltenango.
Durante la época colonial estaba muy alejado y no hubo poblados establecidos formalmente en la región, aunque en 1754 pasó a ser parte de la parroquia que estableció el clero secular en Jacaltenango, que hasta entonces había sido una doctrina mercedaria.
Luego de la Independencia de Centroamérica en 1825, la Asamblea del Estado de Guatemala dividió los territorios del país y asignó a San Benito Nentón al departamento de Totonicapán/Huehuetenango; ahora bien, a partir del 3 de abril de 1838 Nentón fue parte de la región que los criollos liberales establecieron como el Estado de Los Altos, hasta que este fue reintegrado a la fuerza por el general conservador mestizo Rafael Carrera en 1840.
Su frontera con México fue establecida en 1896, tras el Tratado Herrera-Mariscal que suscribiera el presidente Justo Rufino Barrios en 1882 con el gobierno de México, y por medio del cual el gobierno guatemalteco renunció definitivamente a sus reclamos sobre el territorio de Soconusco y Guatemala perdió cerca de 10,300 km, catorce pueblos, diecinueve aldeas y cincuenta y cuatro rancherías, mientras que México perdió solamente un pueblo y veintiocho rancherías.  Fue tan nefasto el convenio para Guatemala, que el informe del director de la Comisión de Límites, el ingeniero Claudio Urrutia, fue confiscado por el gobierno del presidente Manuel Estrada Cabrera cuando se hizo público en 1900, y luego por el gobierno del licenciado Julio César Méndez Montenegro cuando se reimprimió en 1968.
Desde 1970 es parte de la región conocida como Franja Transversal del Norte. 

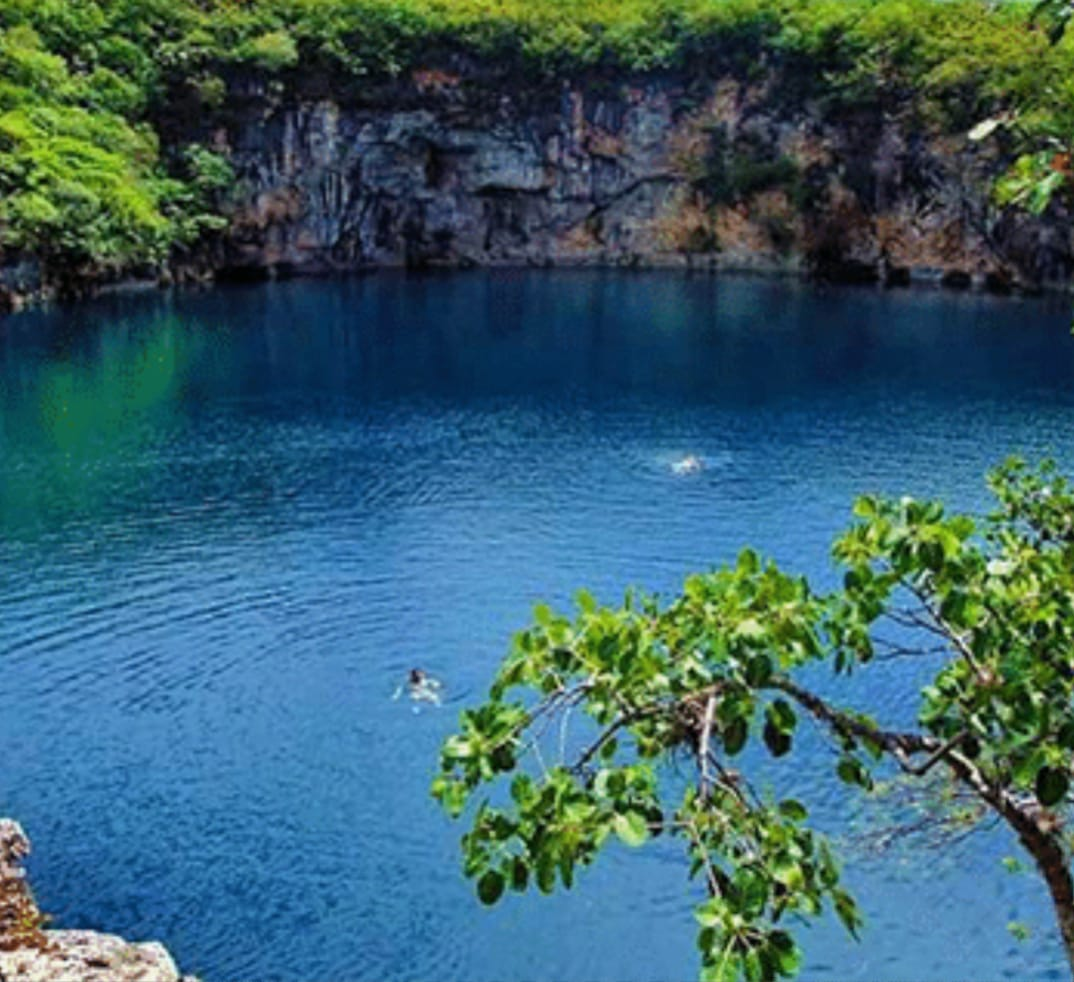
Cenotes de Candelaria, Nentón Huehuetenango.

## División política
El municipio cuenta con muchos centros poblados; entre los más importantes están sus trece aldeas y veinticuatro caseríos:
| Clasificación | Listado |
| ------------- | --- |
| Aldeas        | 1. Aguacate 2. Bili 3. Cajtaví 4. Canquitic 5. El Aguacate 6. Gracias a Dios 7. La Nueva Esperanza 8. Nueva Concepción 9. Salamay 10. Quixal 11. Subajasum 12. Yalambojoch 13. Yuxquén |
| Caseríos      | 1. Buena Vista 2. Chacaj 3. Ciénega Yalcastán 4. El Campamento Salamay 5. El Carmen 6. El Limón Chiquial 7. Jom Tzalá 8. La Unión 9. Nueva Esperanza Chaculá 10. Ojo de Agua 11. Paleguá 12. Patictenam 13. Pocobastic I 14. Pocobastic II 15. Río Jordán 16. San Francisco 17. San José Yulaurel Frontera 18. Santa Elena 19. Santa Rosa 20. Tzalá Chiquito 21. Tzalá Grande 22. Tzojbal 23. Xoxctac 24. Yalcastán Buena Vista |

## Demografía
El municipio tiene una población aproximada de 47 210 habitantes según el censo de población del año 2018 con una densidad de 36 personas por kilómetro cuadrado. Existe una población superior del 78 % de gente indígena mayoritariamente de etnia chuj.

## Geografía física
El municipio de Nentón es el segundo municipio más grande que tiene el departamento de Huehuetenango con una extensión territorial de 787 km². Está por debajo únicamente por Santa Cruz Barillas que cuenta con 1,112 km².

### Clima
El clima de la cabecera municipal de Nentón es templado. Aunque en los últimos dos años, ha habido una confusión del clima por el calentamiento global, como consecuencia se toma el 2018 de creciente temperatura. (Calurosa : 22 °C-32 °C.
| Parámetros climáticos promedio de Nentón | Parámetros climáticos promedio de Nentón | Parámetros climáticos promedio de Nentón | Parámetros climáticos promedio de Nentón | Parámetros climáticos promedio de Nentón | Parámetros climáticos promedio de Nentón | Parámetros climáticos promedio de Nentón | Parámetros climáticos promedio de Nentón | Parámetros climáticos promedio de Nentón | Parámetros climáticos promedio de Nentón | Parámetros climáticos promedio de Nentón | Parámetros climáticos promedio de Nentón | Parámetros climáticos promedio de Nentón | Parámetros climáticos promedio de Nentón |
| Mes                                      | Ene.                                     | Feb.                                     | Mar.                                     | Abr.                                     | May.                                     | Jun.                                     | Jul.                                     | Ago.                                     | Sep.                                     | Oct.                                     | Nov.                                     | Dic.                                     | Anual                                    |
| ---------------------------------------- | ---------------------------------------- | ---------------------------------------- | ---------------------------------------- | ---------------------------------------- | ---------------------------------------- | ---------------------------------------- | ---------------------------------------- | ---------------------------------------- | ---------------------------------------- | ---------------------------------------- | ---------------------------------------- | ---------------------------------------- | ---------------------------------------- |
| Temp. media (°C)                         | 12.0                                     | 11.9                                     | 13.5                                     | 13.9                                     | 13.7                                     | 13.9                                     | 13.4                                     | 13.3                                     | 13.4                                     | 12.7                                     | 12.5                                     | 12.6                                     | 13.1                                     |
| Precipitación total (mm)                 | 35                                       | 25                                       | 36                                       | 75                                       | 121                                      | 252                                      | 167                                      | 171                                      | 214                                      | 171                                      | 76                                       | 34                                       | 1377                                     |
| Fuente: Climate-Data.org                 |                                          |                                          |                                          |                                          |                                          |                                          |                                          |                                          |                                          |                                          |                                          |                                          |                                          |

### Ubicación geográfica
Las colindancias de Nentón son las siguientes:
- Norte, noroeste y oeste: Estado de Chiapas, México
- Sur: San Sebastián Coatán, San Miguel Acatán y Jacaltenango, municipios del departamento de Huehuetenango
- Este: San Mateo Ixtatán, municipio del departamento de Huehuetenango[5]

| Noroeste: México, Estado de Chiapas | Norte: México, Estado de Chiapas                         |                         |
| Oeste: México, Estado de Chiapas    |                                                          | Este: San Mateo Ixtatán |
|                                     | Sur: San Sebastián Coatán San Miguel Acatán Jacaltenango |                         |

## Gobierno municipal
Los municipios se encuentran regulados en diversas leyes de la República, que establecen su forma de organización, lo relativo a la conformación de sus órganos administrativos y los tributos destinados para los mismos.  Aunque se trata de entidades autónomas, se encuentran sujetos a la legislación nacional y las principales leyes que los rigen desde 1985 son:
| N.º | Ley                                                | Descripción |
| --- | -------------------------------------------------- | --- |
| 1   | Constitución Política de la República de Guatemala | Tiene una regulación legal específica para los municipios en los artículos 253 al 262. |
| 2   | Ley Electoral y de Partidos Políticos              | Ley de carácter constitucional aplicable a los municipios en el tema de la conformación de sus autoridades electas. |
| 3   | Código Municipal                                   | Decreto 12-2002 del Congreso de la República de Guatemala. Tiene la categoría de ley ordinaria y contiene preceptos generales aplicables a todos los municipios, e inclusive contiene legislación referente a la creación de los municipios.             |
| 4   | Ley de Servicio Municipal                          | Decreto 1-87 del Congreso de la República de Guatemala. Regula las relaciones entra la municipalidad y los servidores públicos en materia laboral. Tiene su base constitucional en el artículo 262 de la constitución que ordena la emisión de la misma. |
| 5   | Ley General de Descentralización                   | Decreto 14-2002 del Congreso de la República de Guatemala. Regula el deber constitucional del Estado, y por ende del municipio, de promover y aplicar la descentralización y desconcentración económica y administrativa.                                |

El gobierno de los municipios está a cargo de un Concejo Municipal mientras que el código municipal —ley ordinaria que contiene disposiciones que se aplican a todos los municipios— establece que «el concejo municipal es el órgano colegiado superior de deliberación y de decisión de los asuntos municipales […] y tiene su sede en la circunscripción de la cabecera municipal»; el artículo 33 del mencionado código establece que «[le] corresponde con exclusividad al concejo municipal el ejercicio del gobierno del municipio».
El concejo municipal se integra con el alcalde, los síndicos y concejales, electos directamente por sufragio universal y secreto para un período de cuatro años, pudiendo ser reelectos.
Existen también las Alcaldías Auxiliares, los Comités Comunitarios de Desarrollo (COCODE), el Comité Municipal del Desarrollo (COMUDE), las asociaciones culturales y las comisiones de trabajo. Los alcaldes auxiliares son elegidos por las comunidades de acuerdo a sus principios y tradiciones, y se reúnen con el alcalde municipal el primer domingo de cada mes, mientras que los Comités Comunitarios de Desarrollo y el Comité Municipal de Desarrollo organizan y facilitan la participación de las comunidades priorizando necesidades y problemas.
Los alcaldes que ha habido en el municipio son:
- 2012-2016: Rafael Cruz Carrillo[13]

## Historia
El asentamiento no fue muy poblado en sus primeros años de existencia por su gran distancia de la cabecera departamental. Los primeros pobladores fueron gente de raza quiché, pero no fue un territorio de relevancia para ellos ya que solo poblaron la parte interior de la sierra de los Cuchumatanes. Cuando los españoles llegaron al departamento tampoco se establecieron al lugar debido a la poca población y la gran distancia de los demás municipios.
Se desconoce la verdadera fecha de fundación del Nentón. A finales de la época colonial formó parte de la parroquia de Jacaltenango como una aldea y fue llamado San Benito Nentón. 

### Tras la Independencia de Centroamérica
En el año de 1825 el gobierno del Estado de Guatemala dividió el territorio en siete departamentos, siendo uno de ellos Totonicapán-Huehuetenango, el cual tenía siete municipios, entre ellos Jacaltenango; la constitución de 1825 también dividió el territorio en diez distritos con varios circuitos cada uno para la impartición de justicia y Jacaltenango fue sede del circuito del mismo nombre en el distrito N.º 9 (Totonicapán) al que pertenecían también Santa Ana Huista, San Antonio Huista, San Andrés, San Marcos, Concepción, Nentón, Petatán, Acatán, San Juan Ixcoy, San Sebastián Coatán, Santa Eulalia, Istatán, Ishcán, Ixcacao, Sajnabac, Paduano, Cajtavi, Lo de Alvarado, Tierra Negra y Montenegro, esta última ahora parte de México.

### El Estado de Los Altos
Cuando la Asamblea Constituyente del Estado de Guatemala dividió los territorios del país en el año 1825, San Benito Nentón pasó a formar parte del departamento de Totonicapán/Huehuetenango; ahora bien, a partir del 3 de abril de 1838 Nentón fue parte de la región que formó el efímero Estado de Los Altos y que forzó a que el Estado de Guatemala se reorganizara en siete departamentos y dos distritos independientes el 12 de septiembre de 1839: 
- Departamentos: Chimaltenango, Chiquimula, Escuintla, Guatemala, Mita, Sacatepéquez, y Verapaz
- Distritos: Izabal y Petén[16]

La región occidental de la actual Guatemala había mostrado intenciones de obtener mayor autonomía con respecto a las autoridades de la ciudad de Guatemala desde la época colonial, pues los criollos de la localidad consideraban que los criollos capitalinos que tenían el monopolio comercial con España no les daban un trato justo.  Pero este intento de secesión fue aplastado por el general Rafael Carrera, quien reintegró al Estado de Los Altos al Estado de Guatemala en 1840.

### Tras la Reforma Liberal
El municipio San Mateo Ixtatán se vio obligado a renunciar una parte de su territorio para crear el municipio de Nentón en 1876.[cita requerida]

### Comisión de Límites con México

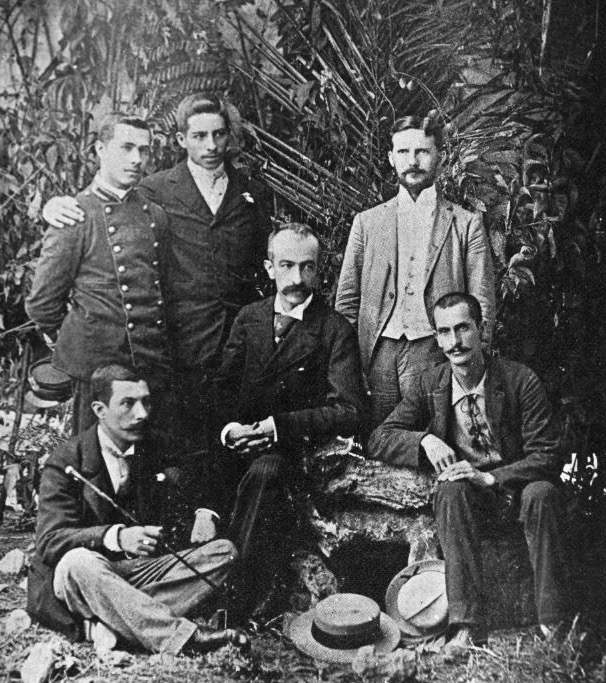
Comisión de ingenieros de Guatemala en el proyecto de la delimitación de límites con México.

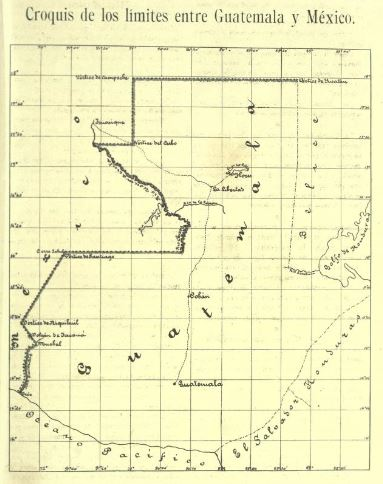
Croquis de los límites de Guatemala y México luego de que la comisión de límites concluyera los trabajos topográficos en 1896.

Los límites del municipio de Nentón y del resto de la frontera con los municipios en México fueron producto de una ardua labor que llevó varias décadas.  Todo se inició cuando en virtud del convenio celebrado en la capital de México el 7 de diciembre de 1877 por los representantes de ambos países, fueron nombradas dos comisiones de ingenieros, una por cada nación para que reconocieran la frontera y levantaran un plano que sirviera para las negociaciones entre los dos países; aunque sólo se hizo un mapa de la frontera comprendida entre las faldas del volcán Tacaná y el océano Pacífico, se celebró la reunión del presidente Justo Rufino Barrios y Matías Romero, representante mexicano, en Nueva York el 12 de agosto de 1882, en la que se sentaron las bases para un convenio sobre límites, en las cuales hizo constar que Guatemala prescindía de los derechos que le asistieran sobre Chiapas y Soconusco y se fijaron los límites definitivos.  En noviembre de 1883, se dio principio al trazado de la frontera y al levantamiento del plano topográfico de sus inmediaciones, siendo jefe de la comisión guatemalteca el astrónomo Miles Rock, y sus colaboradores Edwin Rockstroh, Felipe Rodríguez, Manuel Barrera y Claudio Urrutia. En el primer año de trabajo se llegó únicamente al cerro Ixbul, y en el siguiente se buscó llegar al Río Usumacinta o al Río Chixoy, pero fue en extremo difícil debido a que no había caminos en el área.  
En su informe al Gobierno de la República de Guatemala en 1900, el ingeniero Claudio Urrutia indicó que: «[...] el tratado fue fatal para Guatemala. En todo con lo que la cuestión de límites se relacionó durante aquella época, existe algo oculto que nadie ha podido descubrir, y que obligó a las personas que tomaron parte en ello por Guatemala a proceder festinadamente o como si obligados por una presión poderosa, trataron los asuntos con ideas ajenas o de una manera inconsciente». Y luego continúa: «Guatemala perdió por una parte cerca de 15.000 km y ganó por otra, cosa de 5,140 km. Resultado: Una pérdida de 10,300 km. Guatemala perdió catorce pueblos, diecinueve aldeas y cincuenta y cuatro rancherías, con más de 15,000 guatemaltecos, mientras que México perdió un pueblo y veintiocho rancherías con 2500 habitantes: júzguese la equidad en las compensaciones».

### Demarcación política de Guatemala de 1902
En 1902, el gobierno del licenciado Manuel Estrada Cabrera publicó la Demarcación Política de la República, y en ella se describe a Nentón así: «su cabecera es el pueblo del mismo nombre, a 138 km de Huehuetenango, ocupa un área de 290 caballerías, 24 manzanas y 4167 varas cuadradas.  Su clima es templado en unas partes, en otras es frío y en algunas caliente. Sus principales producciones son: maíz, frijol, caña de azúcar y banana.  Sus habitantes se dedican a la agricultura, a la crianza de ganado y a la fabricación de petates. Está limitado: al Norte, por el Estado de Chiapas en México; al Este por los municipios de San Mateo Ixtatán y San Miguel Coatán; al Sur, por el mismo municipio de San Andrés, río Catarina de por medio y Jacaltaenango, y al Oeste, por el mismo Jacaltenango, la Hacienda La Libertad, y el Estado de Chiapas».

### Franja Transversal del Norte
Al formarse originalmente la Franja Transversal del Norte en 1964, la importancia de la región estaba en la ganadería, la explotación de madera preciosas para exportación y la riqueza arqueológica.  Contratos madereros se dieron a empresas trasnacionales, como la Murphy Pacific Corporation de California, que invirtió 30 millones de dólares para la colonización del sur de Petén y Alta Verapaz, y formó la Compañía Impulsadora del Norte, S.A.  La colonización del área se hizo por medio de un proceso por el que se otorgaban tierras en zonas inhóspitas de la FTN a campesinos. En 1964, el INTA definió la geografía de la FTN como la parte norte de los departamentos de Huehuetenango, Quiché, Alta Verapaz e Izabal y ese mismo año sacerdotes de la orden Maryknoll y de la Orden del Sagrado Corazón iniciaron el primer proceso de colonización, junto con el INTA, llevando a pobladores de Huehuetenango al sector de Ixcán en Quiché.
La Franja Transversal del Norte fue creada oficialmente durante el gobierno del general Carlos Arana Osorio en 1970, mediante el Decreto 60-70 en el Congreso de la República, para el establecimiento de desarrollo agrario. La franja se originó luego del establecimiento de Zonas de Desarrollo Agrario en el área comprendida dentro de los municipios: San Ana Huista, San Antonio Huista, Nentón, Jacaltenango, San Mateo Ixtatán, y Santa Cruz Barillas en Huehuetenango; Chajul y San Miguel Uspantán en El Quiché; Cobán, Chisec, San Pedro Carchá, Lanquín, Senahú, Cahabón y Chahal, en Alta Verapaz y la totalidad del departamento de Izabal.
Al descubrir petróleo en el área de Ixcán y Chisec, el área se convirtió en uno de los puntos más conflictivos durante la Guerra Civil de Guatemala.
Cuando terminó la Guerra civil de Guatemala en 1996, los pobladores reconstruyeron y restauraron el municipio en donde se encuentra actualmente.

## Sitios arqueológicos
Existen varios sitios arqueológicos que contiene el municipio de Nentón que son:
| Listado |
| --- |
| 1. K'atepan (Chanhk'ejelb'e) 2. Cimarrón 3. Chaculá 4. Onh (El Aguacate) 5. Ixb'u'ul (Gracias a Dios) 6. Miramar 7. Pájaros 8. Paluwa' 9. Piedra Redonda 10. K'en Santo 11. K'ixal 12. Samran (San Francisco) 13. Tres Lagunas 14. Wajxak K'annha 15. Yalanhb'ojoch 16. Ux G'een (Yuxquen) |